# Bigbank
Bigbank est une banque dont le siège est à Tallinn en Estonie.

## Présentation
Bigbank AS est une banque opérant en Estonie, Lettonie, Lituanie, Finlande, Suède et Bulgarie et fournissant des services transfrontaliers sur les marchés allemand, autrichien et néerlandais.
La banque a été fondée en 1992 à Tartu et comptait en 2020 385 employés.
La société opère sur tous les marchés sous la marque unique Bigbank. Bigbank est l'une des plus grandes banques des pays baltes, après les banques universelles et les sociétés de leasing, ui accorde des prêts aussi bien aux particuliers qu'aux entreprises.
Bigbank propose des prêts à la consommation en Estonie, Lettonie, Lituanie, Finlande, Suède et Bulgarie, des prêts aux entreprises et des prêts immobiliers en Estonie, Lettonie et Lituanie.
Bigbank a été désignée comme institution importante depuis l'entrée en vigueur du contrôle bancaire européen fin 2014 et elle est par conséquent directement supervisée par la Banque centrale européenne,.
En 2022, ses actifs totaux s'élevaient a 1,6 milliard d'euros (31 décembre 2022), ses dépôts a 1,4 milliard d'euros (31 décembre 2022) et elle comptait 485 employés (31 décembre 2022 ).